# Lasbordes, Aude

Lasbordes este o comună în departamentul Aude din sudul Franței. În 1 ianuarie 2022 avea o populație de 824 de locuitori.